# アナナス属
アナナス属（アナナスぞく、学名：Genus Ananas）は、パイナップル科の属。最も知られる種パイナップルの他、観賞用に人気のあるアナナス類などを含む。パイナップルは多くの国でアナナスと呼ばれる。

## 生物的特徴
やり状の硬い葉は鋸歯もしくは棘を持ち、やや多肉化する。葉および花はロゼットの中心部より生じる。花は短く丈夫な茎の先端に咲き、個性的な複合果を実らせる。

## 分類

### 下位分類
現状の掲載内容は網羅的でない。
- Ananas ananassoides
- Ananas bracteatus
- Ananas comosus - パイナップル
- Ananas erectifolius
- Ananas fritzmuelleri
- Ananas lucidus
- Ananas nanus
- Ananas parguazensis

## イメージギャラリー

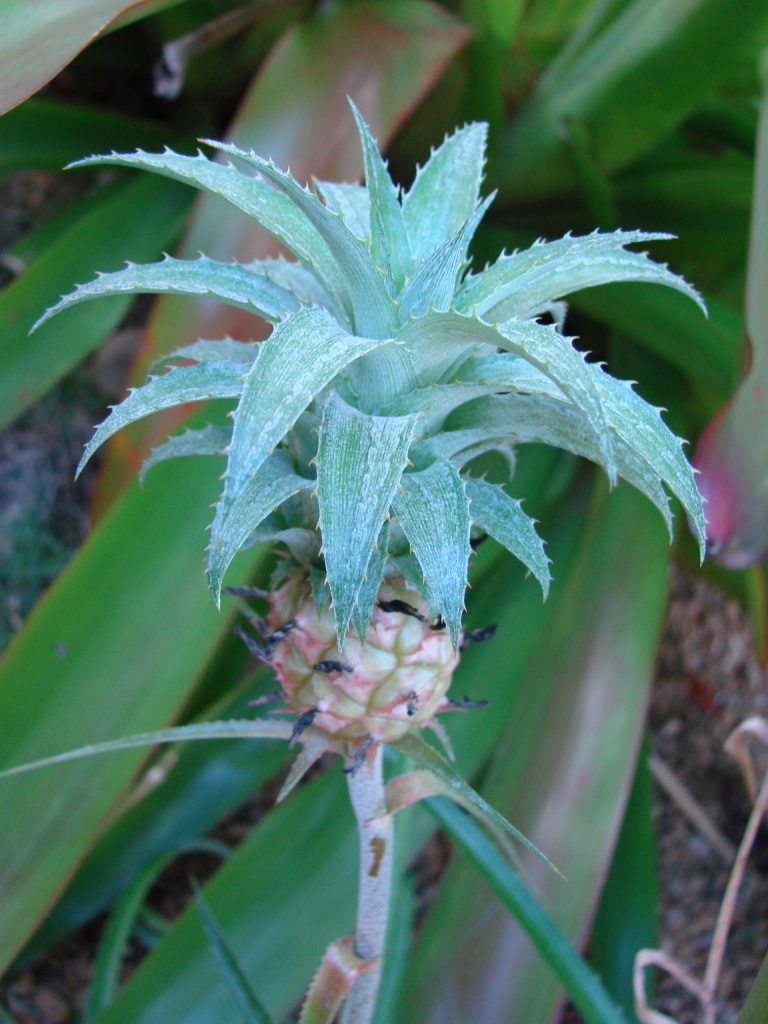
Ananas ananassoidesの果実
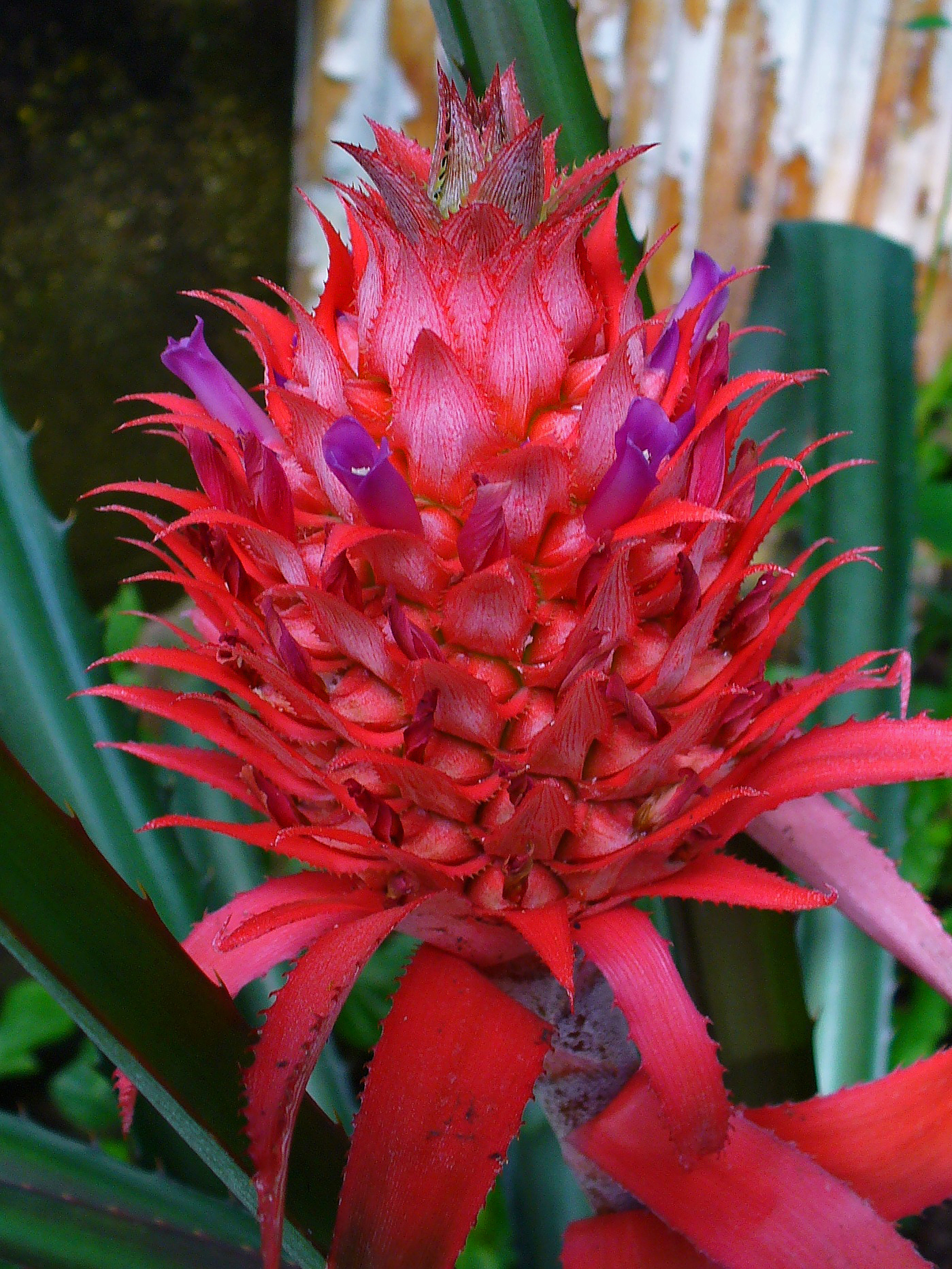
パイナップルの花
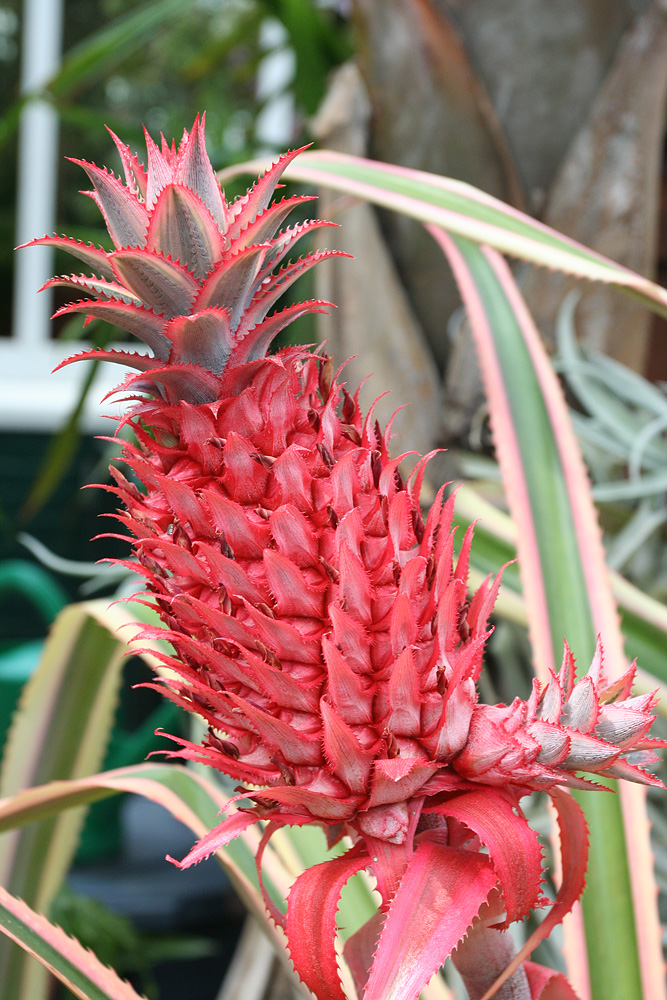
Ananas bracteatusの果実
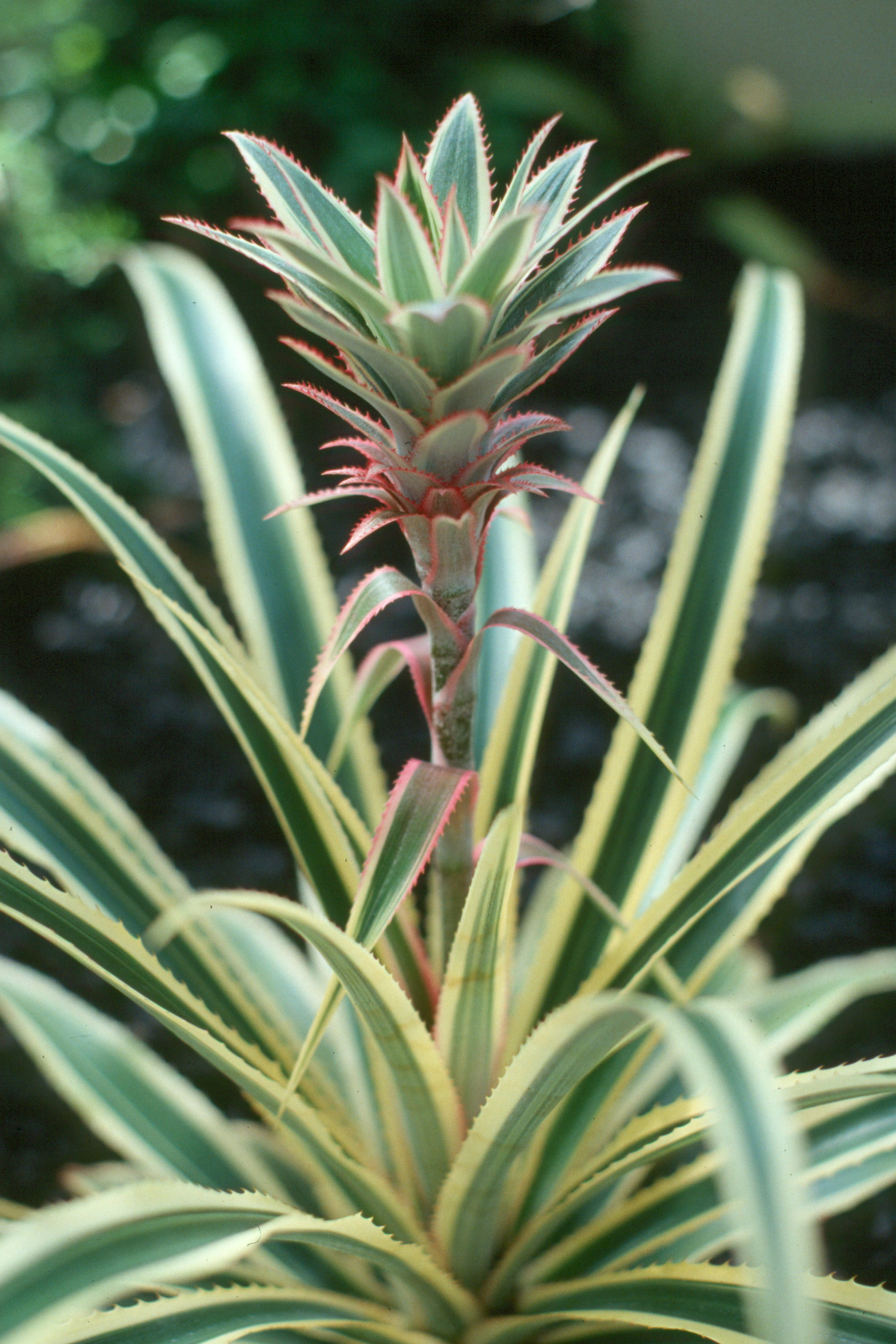
アナナスの一種

## 人間との関係

### 歴史
メソアメリカを起源とし、その後カリブ海沿岸諸島に広がった。紀元前のオルメカ文明において既に果実を利用されていた。1493年、グアドループにおいてクリストファー・コロンブスが「発見」、ヨーロッパに持ち帰った。

### 利用
パイナップルが果物として広く普及し、アナナス類は花や葉を観賞される。